# 954 Li
954 Li este un asteroid din centura principală, descoperit pe 4 august 1921, de Karl Reinmuth.